# Гладкий (посёлок)
Гладкий — опустевший поселок в Климовском районе Брянской области в составе Новоюрковичского сельского поселения.

## География
Находится в южной части Брянской области на расстоянии приблизительно 37 км на юго-запад по прямой от районного центра поселка Климово.

## История
Известен был с 1920-х годов как Гладский. В 1928 году учтено 36 хозяйств. В середине XX века работал колхоз «Светлый путь». На карте 1941 года отмечен был как поселение с 39 дворами.

## Население
Численность населения: 197 человек в 1926 году, 8 (русские 75 %) в 2002 году, 0 в 2010.